# Segontiaci
I Segontiaci erano una tribù britannica dell'Età del Ferro incontrata da Gaio Giulio Cesare durante le sue spedizioni nell'isola. Si arresero al proconsole romano mentre egli combatteva contro Cassivellauno nella valle del Tamigi. Ciò indica che essi erano ubicati nel sud-est dell'isola. Comunque, un forte romano nel Galles del nord, nei pressi del fiume Seiont, fu chiamato Segontium. Ciò suggerisce che essi sarebbero provenuti da più lontano.